# Neuměřice
Neuměřice település Csehországban, a Kladnói járásban. Neuměřice Olovnice, Kamenný Most, Velvary és Slatina településekkel határos. Lakosainak száma 441 fő (2024. január 1.).

## Népesség
A település lakosságának változását az alábbi diagram mutatja:
| Lakosok száma | 536  | 650  | 656  | 558  | 438  | 357  | 429  | 436  | 431  | 441  |
|               | 1869 | 1890 | 1921 | 1950 | 1980 | 2001 | 2017 | 2019 | 2022 | 2024 |